# Le Sambuc
Le Sambuc is een plaatsje in het departement Bouches-du-Rhône in Zuid-Frankrijk. Het behoort tot de gemeente Arles en heeft ongeveer 530 inwoners (2006).